# 853

## مواليد
- الطحاوي أحد أئمة أهل السنة و الجماعة و إمام الأحناف

## وفيات
- إسحاق بن راهويه.
- 16 يونيو - الحافظ عثمان بن محمد بن أبي شيبة، شيخ البخاري ومسلم، وصاحب كتاب «المصنف».